# Platyarthrus parisii
Platyarthrus parisii is een pissebed uit de familie Platyarthridae. De wetenschappelijke naam van de soort is voor het eerst geldig gepubliceerd in 1931 door Arcangeli.